# Patrick Mwaungulu
Patrick Mwaungulu (ur. 18 maja 2002 w Mzuzu) – piłkarz malawijski grający na pozycji pomocnika. Jest wychowankiem klubu Nyasa Big Bullets FC.

## Kariera klubowa
Swoją karierę piłkarską Mwaungulu rozpoczął w klubie Nyasa Big Bullets FC, w którym w sezonie 2020/2021 zadebiutował w pierwszej lidze malawijskiej. W sezonach 2020/2021, 2022 i 2023 wywalczył z nim trzy mistrzostwa Malawi, a w sezonie 2022 zdobył też Puchar Malawi.

## Kariera reprezentacyjna
W reprezentacji Malawi Mwaungulu zadebiutował 6 lipca 2022 w przegranym 1:2 meczu Pucharu COSAFA 2022 z Lesotho, rozegranym w Umlazi.